# Landtagswahlkreis Bitterfeld-Wolfen
Der Landtagswahlkreis Bitterfeld-Wolfen (Wahlkreis 28) ist ein Landtagswahlkreis in Sachsen-Anhalt. Er umfasste zur Landtagswahl in Sachsen-Anhalt 2021 vom Landkreis Anhalt-Bitterfeld die Städte Bitterfeld-Wolfen, Sandersdorf-Brehna und Zörbig.
Der Wahlkreis wird in der achten Legislaturperiode des Landtages von Sachsen-Anhalt von Lars-Jörn Zimmer vertreten, der das Direktmandat bei der Landtagswahl am 6. Juni 2021 mit 35,3 % der Erststimmen gewann und davor von 2006 bis 2016 direkt gewählter Abgeordneter im Landtagswahlkreis Bitterfeld war.

## Wahl 2021
Es traten sieben Direktkandidaten an. Lars-Jörn Zimmer gewann mit 35,3 % der Erststimmen das Direktmandat. Daniel Roi zog über Platz 4 der Landesliste der AfD und Guido Kosmehl über Platz 5 der Landesliste der FDP ebenfalls in den Landtag ein.
|                   |                      | Erst- stimmen | Erst- stimmen | Zweit- stimmen | Zweit- stimmen |
| Bewerber          | Partei               | Anzahl        | %             | Anzahl         | %              |
| ----------------- | -------------------- | ------------- | ------------- | -------------- | -------------- |
| Wahlberechtigte   | Wahlberechtigte      | 51.657        | 100,0         | 51.657         | 100,0          |
| Wähler            | Wähler               | 29.562        | 57,2          | 29.562         | 57,2           |
| Ungültige Stimmen | Ungültige Stimmen    | 608           | 2,1           | 554            | 1,9            |
| Gültige Stimmen   | Gültige Stimmen      | 28.954        | 97,9          | 29.008         | 98,1           |
| davon             |                      |               |               |                |                |
| Lars-Jörn Zimmer  | CDU                  | 10.210        | 35,3          | 11.274         | 38,9           |
| Daniel Roi        | AfD                  | 7.720         | 26,7          | 7.145          | 24,6           |
| Bettina Kutz      | DIE LINKE            | 3.296         | 11,4          | 2.846          | 9,8            |
| Chris Henze       | SPD                  | 2.527         | 8,7           | 2.055          | 7,1            |
| Sabine Griebsch   | GRÜNE                | 1.112         | 3,8           | 1.107          | 3,8            |
| Guido Kosmehl     | FDP                  | 1.773         | 6,1           | 1.606          | 5,5            |
| Matthias Schlegel | FREIE WÄHLER         | 2.316         | 8,0           | 1.050          | 3,6            |
| –                 | NPD                  | –             | –             | 83             | 0,3            |
| –                 | Tierschutzpartei     | –             | –             | 469            | 1,6            |
| –                 | Tierschutzallianz    | –             | –             | 102            | 0,4            |
| –                 | LKR                  | –             | –             | 8              | 0,0            |
| –                 | Die PARTEI           | –             | –             | 175            | 0,6            |
| –                 | Gartenpartei         | –             | –             | 198            | 0,7            |
| –                 | FBM                  | –             | –             | 30             | 0,1            |
| –                 | TIERSCHUTZ hier!     | –             | –             | 220            | 0,8            |
| –                 | dieBasis             | –             | –             | 333            | 1,1            |
| –                 | Klimaliste ST        | –             | –             | 14             | 0,0            |
| –                 | ÖDP                  | –             | –             | 11             | 0,0            |
| –                 | Die Humanisten       | –             | –             | 23             | 0,1            |
| –                 | Gesundheitsforschung | –             | –             | 127            | 0,4            |
| –                 | PIRATEN              | –             | –             | 101            | 0,3            |
| –                 | WiR2020              | –             | –             | 31             | 0,1            |